# Rahotep
Rahotep (fl. XVII secolo a.C.) è stato un faraone della XVII dinastia egizia.

## Biografia
Spesso ricordato come il fondatore tebano della XVII dinastia, quest'opinione è ancora oggi condivisa da molti egittologi; tra i pareri contrari, Thomas Schneider ritiene che prima di lui regnò Nebukheperra Antef (V) che sarebbe da considerare come il vero fondatore della dinastia, mentre secondo altri Rahotep sarebbe più verosimilmente da attribuire alla tarda XIII dinastia.
La titolatura reale di Rahotep ci è nota grazie ad una stele frammentaria rinvenuta a Copto, in cui il faraone afferma di aver compiuto lavori di restauro nel tempio locale di Min sostituendo i portali in rovina con altri nuovi; da Abido invece ci è giunta un'iscrizione in cui il sovrano celebra i restauri del suddetto tempio e di quello locale dedicato ad Osiride.

Tra le liste reali, Rahotep è citato con certezza nella Sala degli antenati di Thutmose III alla posizione 54:
| N5 | S42 | V29 | N28 · Z2 |

| N5 | S42 | V29 | N28 · Z2 |

| N5 | S42 | V29 | N28 · Z2 |

| N5 | S42 | V29 | N28 · Z2 |

 sḫm rˁ w3ḥ ḫˁw - Sekhemra Wahkhau
mentre non altrettanto certa è la sua identificazione con la posizione 1.11 del Canone Reale:
| N5 | S42 · Z1 | HASH |

| N5 | S42 · Z1 | HASH |

| N5 | S42 · Z1 | HASH |

| N5 | S42 · Z1 | HASH |

 sḫm...rˁ – Sekhem...ra
Assumendo tale identificazione come corretta, il Canone Reale fornisce una durata di regno di 3 anni, con una lacuna in luogo dei mesi e dei giorni. Oggi si tende ad assegnare a Rahotep proprio questa durata di regno.

Il nome di Rahotep compare anche su di una stele di un ufficiale e su di un arco appartenuto ad un "Figlio di re". Per molto tempo si è creduto che fosse lui il re citato nel racconto di epoca ramesside Khonsuemheb e lo spirito, ma oggi pare che si fosse trattato di una lettura sbagliata del praenomen di Montuhotep II della XI dinastia.
Non si sa nulla della politica estera di questo sovrano, il quale si trovò a regnare in un periodo in cui le dinastie regnanti in contemporanea su varie parti d'Egitto furono - secondo alcune cronologie - forse ben cinque: dalle morenti dinastie XIII e XIV alla neonata XVII, passando per la XV dei Grandi Hyksos rappresentata in quel periodo da Yacob-her, e la XVI vassalla della XV.
La tomba di Rahotep non è mai stata ritrovata, ed è soltanto un'ipotesi che il sovrano tebano sia stato sepolto nella necropoli di Dra Abu el-Naga presso Tebe. Per quanto riguarda la relazione tra questo sovrano ed il suo successore Sobekemsaf, sappiamo che il figlio di Rahotep, Ameni, ne sposò una figlia.

## Titolatura
| G5 |

| G5 |

| V29 | S34 |

| V29 | S34 |

| V29 | S34 |

| V29 | S34 |

| V29 | S34 |

| V29 | S34 |

| V29 | S34 |

| V29 | S34 |

| G16 |

| G16 |

| wsr | s | r · D36 | M4 | M4 | M4 |

| wsr | s | r · D36 | M4 | M4 | M4 |

| G8 |

| G8 |

| M14 | HASH |

| M14 | HASH |

| M23 · X1 | L2 · X1 |

| M23 · X1 | L2 · X1 |

| N5 | S42 | V29 | N28 · a |

| N5 | S42 | V29 | N28 · a |

| N5 | S42 | V29 | N28 · a |

| N5 | S42 | V29 | N28 · a |

| N5 | S42 | V29 | N28 · a |

| N5 | S42 | V29 | N28 · a |

| N5 | S42 | V29 | N28 · a |

| N5 | S42 | V29 | N28 · a |

| G39 | N5 |

| G39 | N5 |

| r · D36 | N5 · Z1 | R4 · t · p |

| r · D36 | N5 · Z1 | R4 · t · p |

| r · D36 | N5 · Z1 | R4 · t · p |

| r · D36 | N5 · Z1 | R4 · t · p |

| r · D36 | N5 · Z1 | R4 · t · p |

| r · D36 | N5 · Z1 | R4 · t · p |

| r · D36 | N5 · Z1 | R4 · t · p |

| r · D36 | N5 · Z1 | R4 · t · p |